# Einführung der Reformation in Herford
Die Einführung der Reformation in Herford verlief aufgrund der Reichsunmittelbarkeit der Stadt anders als in den umliegenden Territorien. In Herford bestimmte kein Landesherr über die Konfession der Stadt. Auch kam die Reformation nicht über Nacht, sondern vollzog sich nach und nach.

## Von 1400 bis 1517
Die Herforder Kirche kannte schon um 1400 Erneuerungsbewegungen wie die von Holland nach Westfalen hereinwirkende Devotio moderna. Auch die den  Augustinern geistesverwandten Fraterherren und ihre Klosterdruckereien beeinflussten das kirchliche Leben, den Humanismus und später den Verlauf der Reformation.
Bei einer so von der Kirche geprägten Stadt wie Herford mag es verwundern, dass schon lange vor der Reformation Streitigkeiten zwischen der Stadt und den Geistlichen stattfanden. Der Unmut der Bürgerschaft resultierte primär aus den gewerblichen und steuerlichen Privilegien der  Klostergemeinschaften. Hinzu kam, dass die Verwaltungskompetenzen zwischen Stadt und Stift Herford -- dem die Reichsstadt ihren Status verdankte -- nie klar getrennt waren. Vermeintliche Kompetenzüberschreitungen der Abtei führten zu immer neuen Konflikten. Für die Weigerung, einer ursprünglich mit 17 rheinischen Gulden veranschlagten Zahlungsschuld gegenüber einem öffentlich bestellten Notar nachzukommen, erwuchsen der Stadt 302.000 Gulden an Prozesskosten nebst Kirchenbann, da der Notar Geistlicher war.

## Zwischen Thesenanschlag und Evangelischer Predigt
Die in Herford untergründig schwelende Unzufriedenheit mit den Verweltlichungstendenzen in der Römischen Kirche erhielt  nach 1517 hier sowie andernorts Auftrieb und Nahrung durch die Kunde von den Wittenberger Ereignissen.
Entscheidenden Anteil an der Umsetzung der Reformation in Herford hatten Fraterherren (Fraterhaus Herford), die hier bereits 1523 das Evangelium auf neue Art predigten und das ansässige Augustinerkloster auf dem Gelände des alten Friedrichs-Gymnasium Herford gründeten. Aus der Verbindung des Herforder Augustinerklosters zu dem in Wittenberg resultierte die Aktualität, mit der die Glaubensneuerungen in Herford aufgenommen und umgesetzt wurden. Immerhin war es der Herforder Augustinerprior Gottschalk Kropp, der in Wittenberg seinen Doktor der Theologie gemacht hatte und im ständigen Kontakt zu Martin Luther stand, der die Einführung der neuen Lehre in Herford seit 1523 vorantrieb. 1525 wurden, zunächst stillschweigend von der Stadtobrigkeit toleriert, deutsche Kirchenlieder im Herforder Münster gesungen. Die Johanniskirche öffnete 1530 als erste Kirche des Ravensberger Landes ihre Tore für die evangelische Predigt.

## Die Einführung der Reformation
Wohl im Winter 1529/1530 wurde die Reformation in Herford durch den Entschluss einer Bürgerversammlung eingeführt. Jedenfalls berichtet dies der Reformator Johannes Bugenhagen in einen Brief an den Prediger Cordatus in Zwickau. Herford ist damit eine der ersten Städte in Westfalen, in denen sich die Reformation durchsetzte.
Gegen den vergeblichen Widerstand der Herforder Äbtissin vollzog sich die allmähliche Enteignung von Kirchengut, deren Höhepunkt im Bildersturm von 1531/32 erreicht wurde. Im Auftrag des Stadtrates wurde nach dem Vorbild anderer Städte damit begonnen, das Kirchengut einzuziehen und für Schulen, Spitäler oder kirchliche Zwecke erneut in Gebrauch genommen. Das Kirchenvermögen ging in den Besitz der Stadt über. Dies war unter anderem nötig geworden, weil einige Klöster durch die Ereignisse verwaist oder in ihrem personellen Bestand stark dezimiert waren.
Im Jahr 1532 galt die Reformation mit der Herausgabe und öffentlichen Annahme der Dreierschen Kirchenordnung als formell abgeschlossen. Johann Dreier selbst wurde im gleichen Jahr Prediger am Münster.
Mitte der 1540er Jahre befand sich die altgläubige Partei Herfords in aussichtsloser Lage, den Katholizismus zu bewahren.